# Po co wolność
Po co wolność – utwór polskiego zespołu rockowego Kult. Pochodzi z albumu Kaseta, wydanego w 1989 roku przez wytwórnię Arston. Autorem tekstu jest Kazik Staszewski, muzykę skomponował Janusz Grudziński. „Po co wolność” uchodzi za jeden z najważniejszych utworów zespołu, będącym (obok m.in. „Polski”) antykomunistycznym hymnem generacji.
Utwór powstał w 1985 roku, jednak ze względu na cenzurę nie mógł być wcześniej oficjalnie nagrany i był wykonywany wyłącznie na koncertach.  W nagraniu wersji albumowej uczestniczyli Rafał Kwaśniewski i Piotr Falkowski, którzy byli członkami zespołu przez kilka miesięcy. Tuż po nagraniu albumu Kaseta Kwaśniewski odszedł z Kult, po czym dołączył do Elektrycznych Gitar.

## Treść utworu
„Po co wolność” jest komentarzem do ówczesnej sytuacji społeczno-politycznej w komunistycznej Polsce, gdzie społeczeństwo zgadzało się na zniewolenie w zamian za przyznanie im niewielkich przywilejów i dóbr ze strony władz.
Utwór ma formę przemówienia. Zaczyna się od słów Przemówienie z dnia siódmego roku bieżącego. Zwrot „rok bieżący” nawiązuje do PRL-owskiej nowomowy. W następnych zwrotach padają dobra i przywileje, które otrzymała ludność w zamian za zrzeczenie się swobód. Wymienione są m.in.: festiwale Interwizja i Eurowizja, filmy fantastyczne, autobusy do pracy, bezpłatny przydział spirytusu, Mundial 1986, również wydawanie zgód na organizację demonstracji ulicznych. Refren stanowi przemówienie parodiujące nowomowę i styl propagandy socjalistycznej.
Ostatnia strofa jest gorzkim komentarzem na podział świata na blok zachodni i wschodni i jego konsekwencję (Co za fatalny świat / Podzielony granicami / Z ludźmi, których kochasz / Rozmawiasz tylko listami / Czujesz ich jedynie przy pomocy pocztowego kleju / Tylko dlatego, że mieszkają w innym kraju). Kazik Staszewski, pisząc ostatnią zwrotkę, nawiązywał do swojej sytuacji życiowej, gdzie czuł się odizolowany od rodziny, która zamieszkała w Wielkiej Brytanii.

## Nawiązania w kulturze i covery
W 2016 roku reżyser Leszek Gnoiński stworzył film pt. Jarocin. Po co wolność, przedstawiający historię festiwalu rockowego w Jarocinie. Tytuł filmu został zaczerpnięty z piosenki „Po co wolność”.
Covery tej piosenki nagrały zespoły Farben Lehre (Projekt Punk z 2013 roku) oraz Pabieda (Nowa wymowa z 2013 roku).